# Паньчжихуа
Паньчжихуа (кит. спр. 攀枝花市, піньїнь: Pānzhīhuā Shì) — місто-округ в китайській провінції Сичуань. 

## Географія
Паньчжихуа розташовується на півдні провінції, лежить на річці Янцзи.

### Клімат
Місто знаходиться у зоні, котра характеризується вологим субтропічним кліматом. Найтепліший місяць — липень із середньою температурою 24.1 °C (75.4 °F). Найхолодніший місяць — січень, із середньою температурою 11.3 °С (52.3 °F).
| Клімат Паньчжихуа (район Дадукоу) | Клімат Паньчжихуа (район Дадукоу) | Клімат Паньчжихуа (район Дадукоу) | Клімат Паньчжихуа (район Дадукоу) | Клімат Паньчжихуа (район Дадукоу) | Клімат Паньчжихуа (район Дадукоу) | Клімат Паньчжихуа (район Дадукоу) | Клімат Паньчжихуа (район Дадукоу) | Клімат Паньчжихуа (район Дадукоу) | Клімат Паньчжихуа (район Дадукоу) | Клімат Паньчжихуа (район Дадукоу) | Клімат Паньчжихуа (район Дадукоу) | Клімат Паньчжихуа (район Дадукоу) | Клімат Паньчжихуа (район Дадукоу) |
| Показник                          | Січ.                              | Лют.                              | Бер.                              | Квіт.                             | Трав.                             | Черв.                             | Лип.                              | Серп.                             | Вер.                              | Жовт.                             | Лист.                             | Груд.                             | Рік                               |
| Середня температура, °C           | 11,3                              | 13,7                              | 17,1                              | 20,3                              | 23,4                              | 23,9                              | 24,1                              | 23,5                              | 22                                | 19,3                              | 14,9                              | 11,5                              | 18,8                              |
| Норма опадів, мм                  | 7                                 | 9.6                               | 16.2                              | 22.5                              | 65                                | 197.9                             | 220.8                             | 188.7                             | 155                               | 84.2                              | 21                                | 7.4                               | 995.3                             |
| Днів з опадами                    | 5,8                               | 3,7                               | 4,3                               | 6,5                               | 11,6                              | 19,3                              | 20,5                              | 19,8                              | 17,3                              | 13,4                              | 7,5                               | 9,1                               | 138,8                             |
| Вологість повітря, %              | 56.5                              | 49.7                              | 46.7                              | 50.9                              | 58.8                              | 72.7                              | 75.8                              | 75                                | 75.3                              | 72.6                              | 68.1                              | 63.7                              | 63.8                              |
| --------------------------------- | --------------------------------- | --------------------------------- | --------------------------------- | --------------------------------- | --------------------------------- | --------------------------------- | --------------------------------- | --------------------------------- | --------------------------------- | --------------------------------- | --------------------------------- | --------------------------------- | --------------------------------- |
| Джерело: Weatherbase              |                                   |                                   |                                   |                                   |                                   |                                   |                                   |                                   |                                   |                                   |                                   |                                   |                                   |